# Maratha Mandir

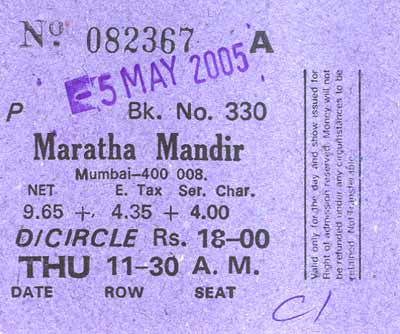
Un boleto de cine de Maratha Mandir

Maratha Mandir es una sala de cine ubicada en Maratha Mandir Marg, Bombay, India. Se inauguró el 16 de octubre de 1958 y tiene 1000 asientos. En las décadas de 1960 y 1970, era conocido por sus lujosos estrenos de películas, pero la introducción de multicines desvió a los espectadores de «clase» del establecimiento con las «masas» de la clase trabajadora patrocinando el cine en su lugar. El 19 de febrero de 2015 el cine consiguió un récord por proyectar la película Amor contra viento y marea por 1009 semanas desde su estreno en 1995. En septiembre de 2019, la cinta se mantiene en cartelera con 1230 semanas consecutivas. La película todavía se proyecta todos los días a las 11:30 a. m.